# Margaret Marshall Saunders
Margaret Marshall Saunders (13 mai, 1861 - 15 februarie, 1947) a fost o scriitoare canadiană.